# Tygodnie Kultury Chrześcijańskiej
Tygodnie Kultury Chrześcijańskiej (TKCh) – imprezy o charakterze religijno-kulturalnym organizowane w Polsce przez księży i świeckich od połowy lat 70. XX wieku.
Pierwszy oficjalny Tydzień Kultury Chrześcijańskiej odbył się w dniach 20–27 czerwca 1975 w kościele akademickim św. Anny w Warszawie. Inicjatorami tygodni byli dwaj księża: ks. Tadeusz Uszyński i ks. Wiesław Niewęgłowski.
Tygodnie odbywają się do dziś w wielu diecezjach w Polsce. Odgrywają ważną rolę popularyzacji kultury o inspiracji chrześcijańskiej.
Tygodnie odbywają się pod różną nazwą w różnych diecezjach:
- Tydzień Kultury Chrześcijańskiej w Warszawie[3] – w listopadzie
- Festiwal Kultury Chrześcijańskiej w Łodzi[4]
- Dni Kultury Chrześcijańskiej w Poznaniu[5]
- Tydzień Kultury Chrześcijańskiej w Bydgoszczy
- Dni Kultury Chrześcijańskiej w Wałczu[6]
- Tydzień Kultury Chrześcijańskiej w Diecezji Świdnickiej[7],
- Dni Kultury Chrześcijańskiej w Chełmie[8]
- Tydzień Kultury Chrześcijańskiej w Żywcu[9]
- Tydzień Kultury Chrześcijańskiej w Tarnowie[10]
- Dni Kultury Chrześcijańskiej we Wronkach[11]
- Dni Kultury Chrześcijańskiej w Słupsku[12]
- Legnickie Dni Chrześcijańskie[13] – w październiku
- Dni Kultury Chrześcijańskiej w Górze Puławskiej – w październiku[14]